# Estación de Hospital Severo Ochoa
Hospital Severo Ochoa es una estación de la línea 12 del Metro de Madrid situada bajo la Avenida de Orellana, en Leganés, junto al Hospital Severo Ochoa. La estación abrió al público el 11 de abril de 2003.

## Accesos
Vestíbulo Hospital Severo Ochoa
- Avda. Orellana Avda. de Orellana (frente al N.º 5)
- Hospital Severo Ochoa Avda. de Orellana (esquina Avda. de Fuenlabrada)
- Ascensor Avda. de Orellana

## Líneas y conexiones

### Metro
| << cabecera | < estación     | línea | estación >      | cabecera >> |
| ----------- | -------------- | ----- | --------------- | ----------- |
| circular    | Casa del Reloj |       | Leganés Central | circular    |

### Autobuses
| Diurnos   |                                    |                                                                                    |                           |
| Línea     | Destino                            | Parada                                                                             | Operador                  |
| 468       | Griñón - Casarrubuelos/Serranillos | 15334 Av. Fuenlabrada-Hospital Severo Ochoa (Carretera de Fuenlabrada, 6)          | Avanza Movilidad Integral |
| 468       | Getafe                             | 20407 Av. Fuenlabrada-Hospital Severo Ochoa (Carretera de Fuenlabrada)             | Avanza Movilidad Integral |
| 481       | Madrid (Oporto)                    | 15334 Av. Fuenlabrada-Hospital Severo Ochoa (Carretera de Fuenlabrada, 6)          | Martín, S.A.              |
| 485       | SE Cdad. Automóvil - Cementerio    | 15334 Av. Fuenlabrada-Hospital Severo Ochoa (Carretera de Fuenlabrada, 6)          | Martín, S.A.              |
| 485       | Madrid (Aluche)                    | 07866 Av. Orellana-Hospital Severo Ochoa (N.º 2A) (sentido Avenida de Fuenlabrada) | Martín, S.A.              |
| 486       | Madrid (Oporto)                    | 07866 Av. Orellana-Hospital Severo Ochoa (N.º 2A) (sentido Avenida de Fuenlabrada) | Martín, S.A.              |
| 485       | Leganés (Norte-Montepinos)         | 07865 Av. Orellana-Hospital Severo Ochoa (N.º 2A) (sentido Calle del Estaño)       | Martín, S.A.              |
| 486       | Leganés (Valdepelayo)              | 07865 Av. Orellana-Hospital Severo Ochoa (N.º 2A) (sentido Calle del Estaño)       | Martín, S.A.              |
| 491       | Fuenlabrada (Barrio del Naranjo)   | 15334 Av. Fuenlabrada-Hospital Severo Ochoa (Carretera de Fuenlabrada, 6)          | Martín, S.A.              |
| 492       | Fuenlabrada (Parque Granada)       | 15334 Av. Fuenlabrada-Hospital Severo Ochoa (Carretera de Fuenlabrada, 6)          | Martín, S.A.              |
| 493       | Fuenlabrada (Urbanización Loranca) | 15334 Av. Fuenlabrada-Hospital Severo Ochoa (Carretera de Fuenlabrada, 6)          | Martín, S.A.              |
| 497       | Moraleja de Enmedio - Las Colinas  | 15334 Av. Fuenlabrada-Hospital Severo Ochoa (Carretera de Fuenlabrada, 6)          | Martín, S.A.              |
| 485       | SE Parquesur                       | 20407 Av. Fuenlabrada-Hospital Severo Ochoa (Carretera de Fuenlabrada)             | Martín, S.A.              |
| 491       | Madrid (Aluche)                    | 20407 Av. Fuenlabrada-Hospital Severo Ochoa (Carretera de Fuenlabrada)             | Martín, S.A.              |
| 492       | Madrid (Aluche)                    | 20407 Av. Fuenlabrada-Hospital Severo Ochoa (Carretera de Fuenlabrada)             | Martín, S.A.              |
| 493       | Madrid (Aluche)                    | 20407 Av. Fuenlabrada-Hospital Severo Ochoa (Carretera de Fuenlabrada)             | Martín, S.A.              |
| 497       | Leganés (Parque Sur)               | 20407 Av. Fuenlabrada-Hospital Severo Ochoa (Carretera de Fuenlabrada)             | Martín, S.A.              |
| Nocturnos |                                    |                                                                                    |                           |
| Línea     | Destino                            | Parada                                                                             | Operador                  |
| N803      | Fuenlabrada (Barrio del Naranjo)   | 15334 Av. Fuenlabrada-Hospital Severo Ochoa (Carretera de Fuenlabrada, 6)          | Martín, S.A.              |
| N803      | Madrid (Atocha)                    | 20407 Av. Fuenlabrada-Hospital Severo Ochoa (Carretera de Fuenlabrada)             | Martín, S.A.              |
| N804      | Leganés (Arroyo Culebro)           | 07865 Av. Orellana-Hospital Severo Ochoa (N.º 2A) (sentido Calle del Estaño)       | Martín, S.A.              |
| N804      | Madrid (Atocha)                    | 07866 Av. Orellana-Hospital Severo Ochoa (N.º 2A) (sentido Avenida de Fuenlabrada) | Martín, S.A.              |